# تيريزا بيل
تيريزا بيل (بالإنجليزية: Teresa Bell)‏ هي مجدفة أمريكية، ولدت في 28 أغسطس 1966 في Washington Crossing, Pennsylvania ‏ في الولايات المتحدة.

## وصلات خارجية
- تيريزا بيل على موقع الاتحاد الدولي للتجديف (الإنجليزية)
- تيريزا بيل على موقع الاتحاد الدولي للتجديف (الإنجليزية)
- تيريزا بيل على موقع اللجنة الأولمبية الدولية (الإنجليزية)
- تيريزا بيل على موقع أوليمبيديا (الإنجليزية)